# Château de Marconnay
Le Château de Marconnay est un château du XVe siècle situé sur la commune de Sanxay dans le département de la Vienne.

## Localisation
Le château est situé à 3 km au nord de Sanxay.

## Histoire
Le château de Marconnay date du XVe siècle. Il est à la fois de style gothique et de style Renaissance. 
La seigneurie de Marconnay était aux mains de la famille Lévesque de 1369 au moins jusqu'en 1683. Puis, par achat, elle entra dans les possessions de Charlotte de Vernoux, jusqu'en 1719. Charlotte de Vernoux était une des dames de compagnie de Madame de Montespan. À cette date, il est ravagé par un incendie. Le château est alors laissé aux mains des fermiers généraux.
Il a été classé monument historique en 1929 et 2005 : la poterne et le corps de logis sont classés comme monument historique depuis 1929 tandis que les douves, le pont, les parties bâties correspondant aux courtines l'ont été en 2005.

## Architecture
Isolé par des douves en eau, le château consiste en une enceinte quadrangulaire abritant le logis et les dépendances. Un pont dormant en pierre à deux arches franchit les douves et donne accès au pavillon d'entrée. Ce dernier, coiffé d'un toit bombé couronné d'un édicule, compte deux portes en plein cintre, l'une charretière et l'autre piétonne. Il était initialement protégé par deux ponts-levis à flèches et défendu par des mâchicoulis. Le pavillon d'entée date du XVIIe siècle.
Deux tours circulaires flanquent la muraille et sont munies de canonnières datées du XVe siècle. Le logis comprend un corps de bâtiment rectangulaire du XVe siècle qui s'appuie contre une tour d'escalier polygonale ainsi qu'une aile en retour d'équerre inachevée, élevée au XVIIe siècle. Celle-ci présente une très belle porte d'entrée, cantonnée de deux fines colonnes qui supportent un entablement et deux fenêtres à meneaux dont une lucarne, encadrées de pilastres cannelés.

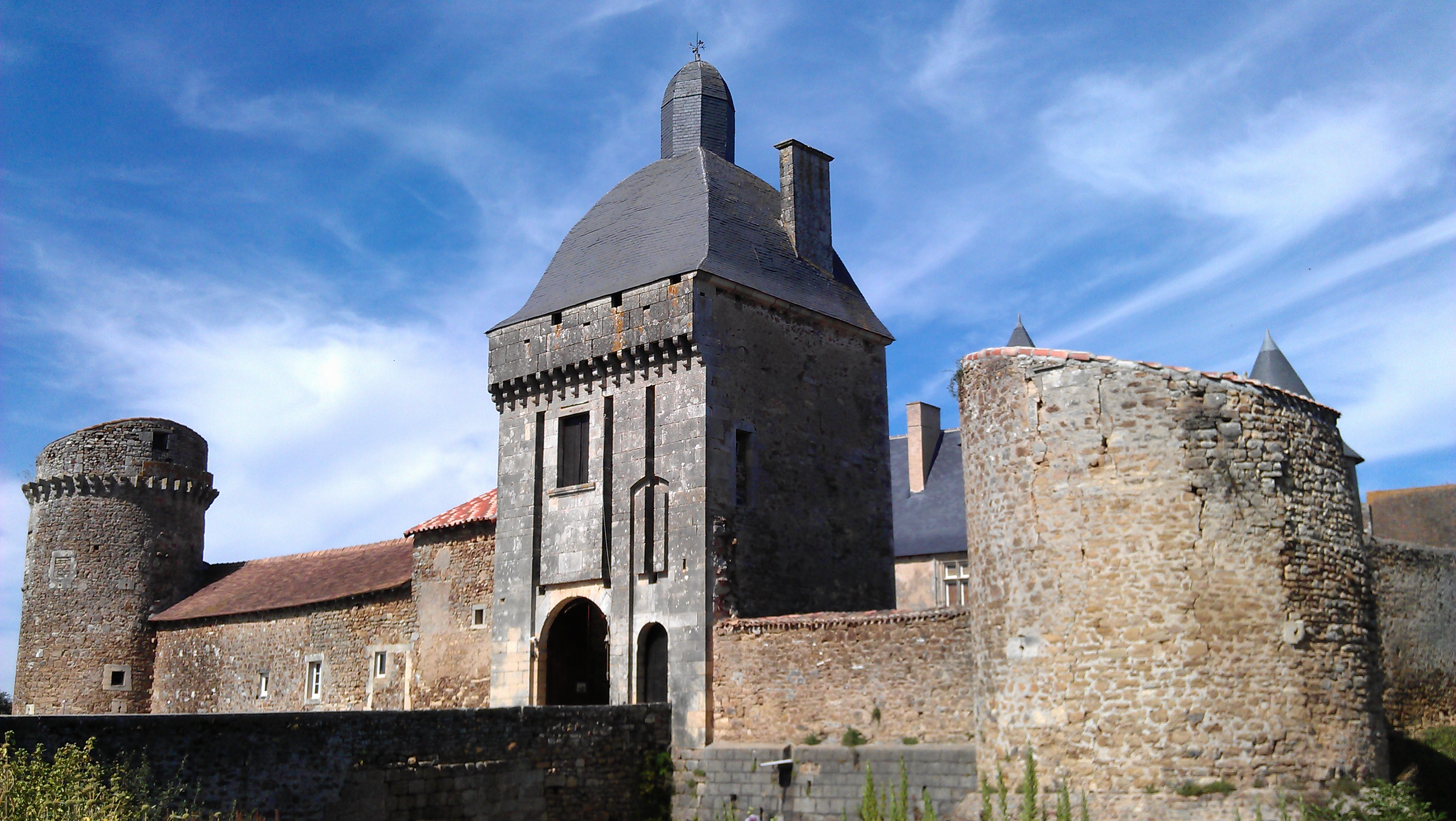
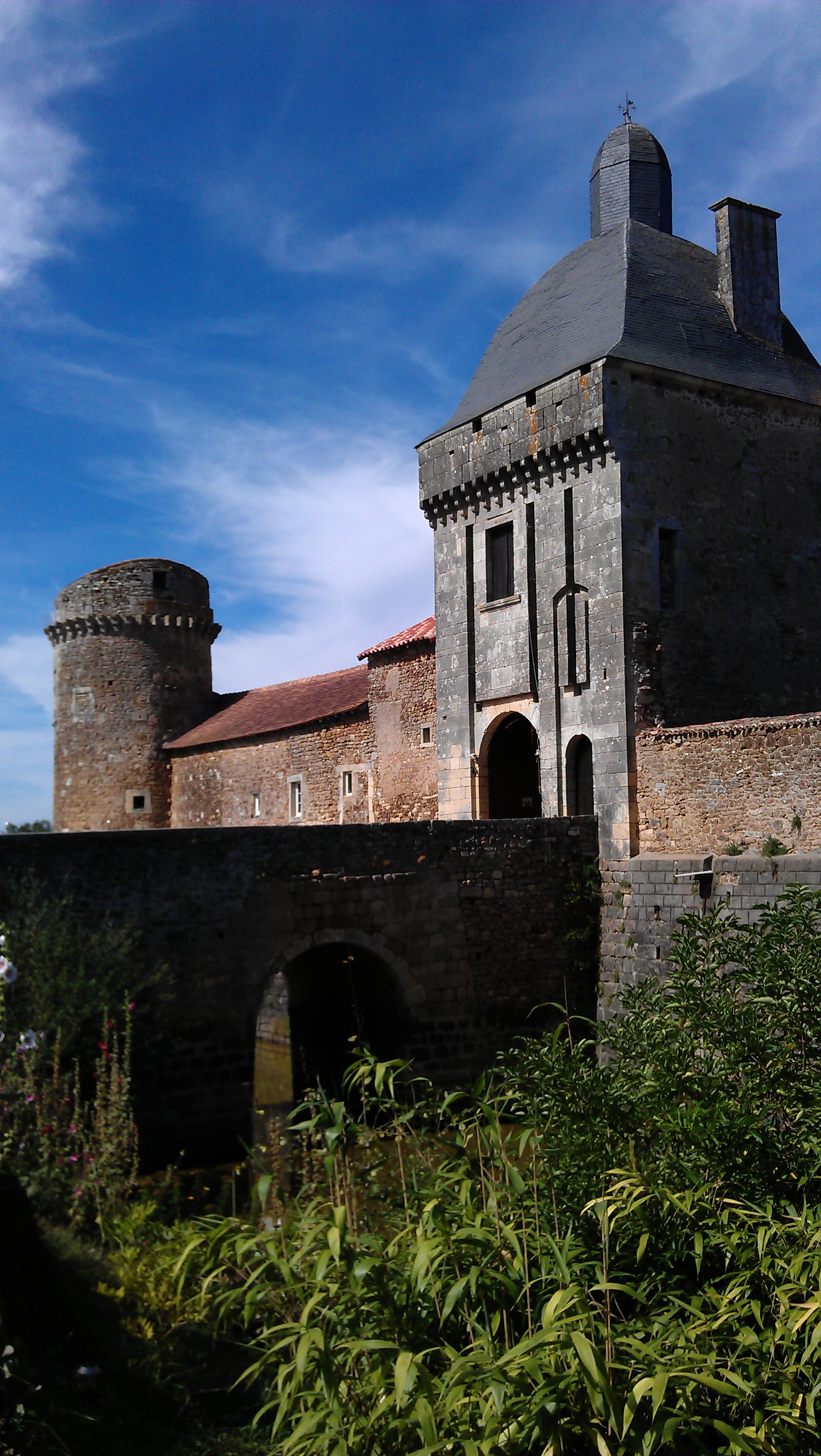
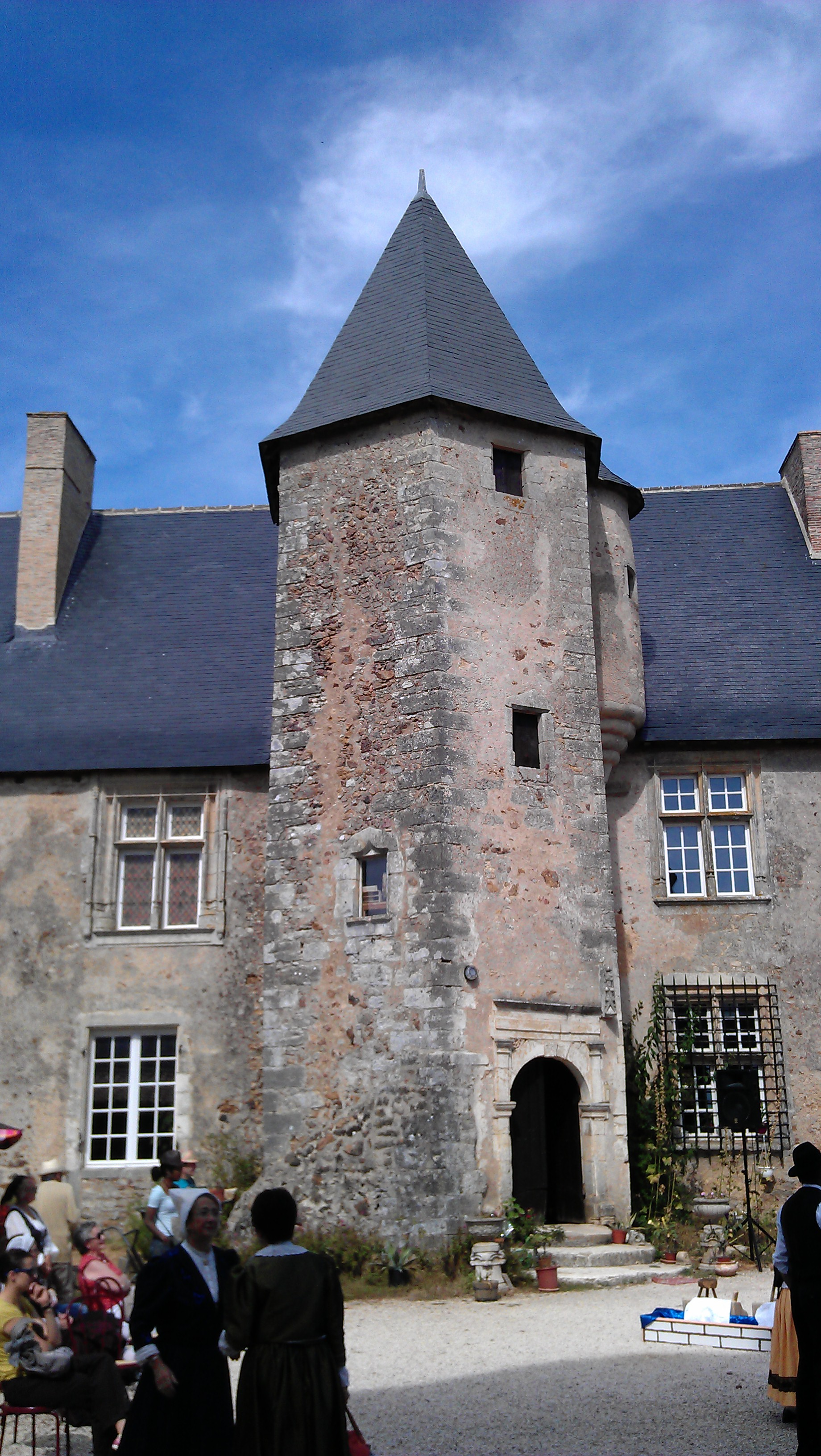
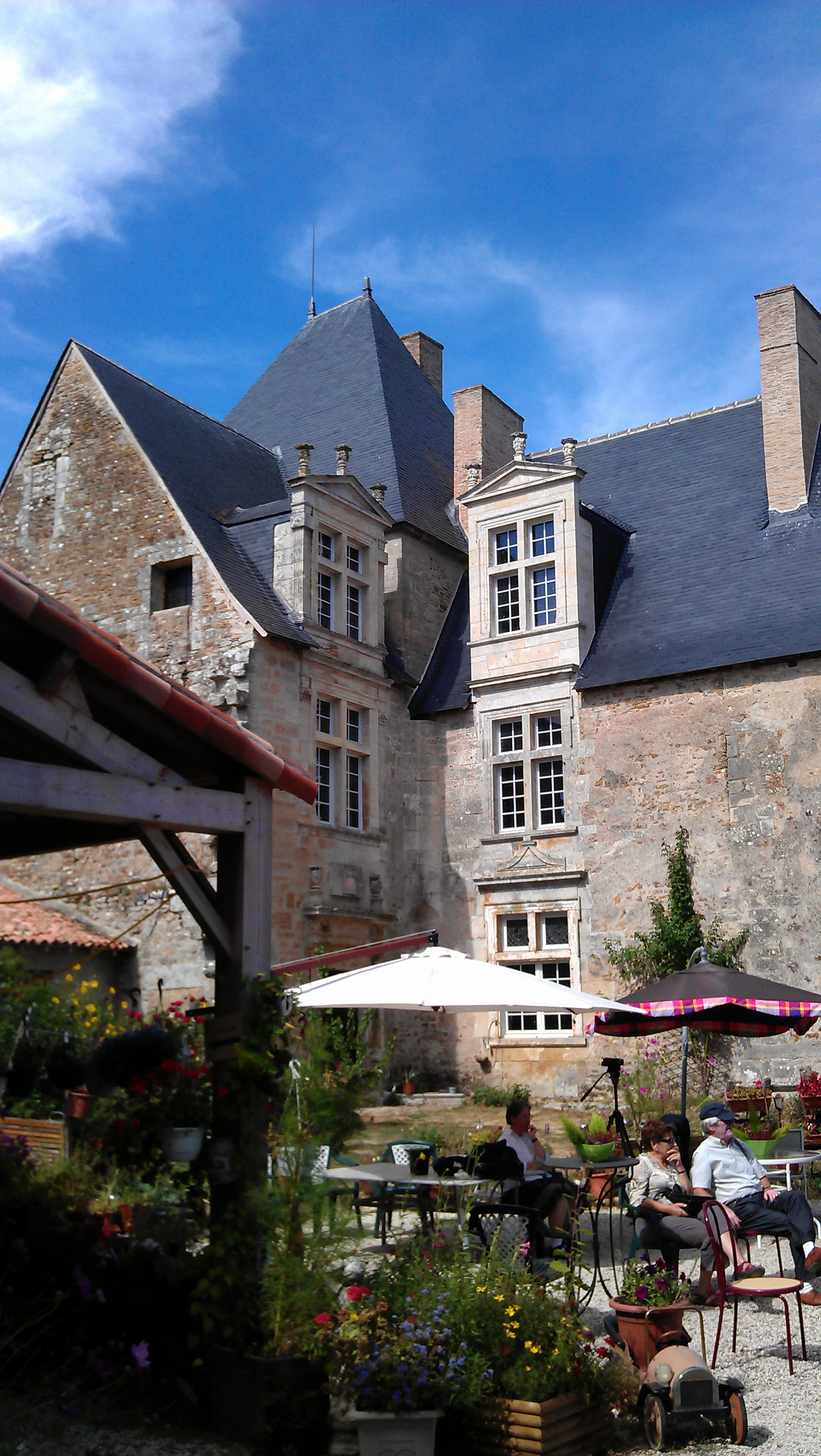